# Stonewall (ONG)
Stonewall (oficialmente Stonewall Equality Limited) es una organización benéfica que defiende los derechos de lesbianas, gays, bisexuales y transgénero (LGBT) en el Reino Unido. Es la organización de derechos LGBT más grande de Europa.
Nombrada en honor a los disturbios de Stonewall de 1969 en la ciudad de Nueva York, Stonewall fue formada en 1989 por activistas políticos y otros que hacían campaña contra la Sección 28 de la Ley de Gobierno Local de 1988, incluidos Ian McKellen, Lisa Power y Michael Cashman. Stonewall se diversificó hacia el desarrollo de políticas después de que los laboristas llegaran al poder en 1997, un período que vio campañas exitosas para: derogar la Sección 28, poner fin a la prohibición de las personas LGBT de acceder a las fuerzas armadas, igualar la edad de consentimiento, extender la adopción y los derechos de Fecundación in Vitro a las parejas del mismo se o, e introducir las uniones civiles.

## Historia
Stonewall se constituyó el 24 de mayo de 1989, en respuesta a la Sección 28 de la Ley de Gobierno Local. Los miembros fundadores y patronos fueron las siguientes personas:
- Peter Ashman
- Deborah Ballard
- Duncan Campbell
- Olivette Cole-Wilson
- Michael Cashman[5]
- Pam St Clement
- Simon Fanshawe
- Dorian Jabri
- Ian McKellen[6]
- Matthew Parris
- Lisa Power[7]
- Fiona Cunningham Reid
- Peter Rivas
- Jennifer (Jennie) Wilson

Originalmente llamada The Stonewall Lobby Group Ltd, la organización cambió su nombre a Stonewall Equality Ltd el 16 de marzo de 2004.

## Liderazgo

### Directores ejecutivos
- Tim Barnett (1989-1992)
- Ángela Mason (1992-2002)
- Ben Summerskill (2003-2014)
- Ruth Hunt (2014-2019)
- Nancy Kelley (2020–)[9][10]

### Fideicomisarios
Al 30 de junio de 2021, cabe mencionar, entre los fideicomisarios de Stonewall:
- Sheldon Mills (presidente de síndicos)
- Dunni Alao
- Jean Vianney Cordeiro
- catalina dixon
- lou downe
- Gbolahan Faleye
- Ayla Holdom
- Adam lago
- Michele Oliver
- Andres pakes
- Meri williams
- Anillo Kyle
- Mohsin zaidi

## Trabajo

### Hasta alrededor de 2010

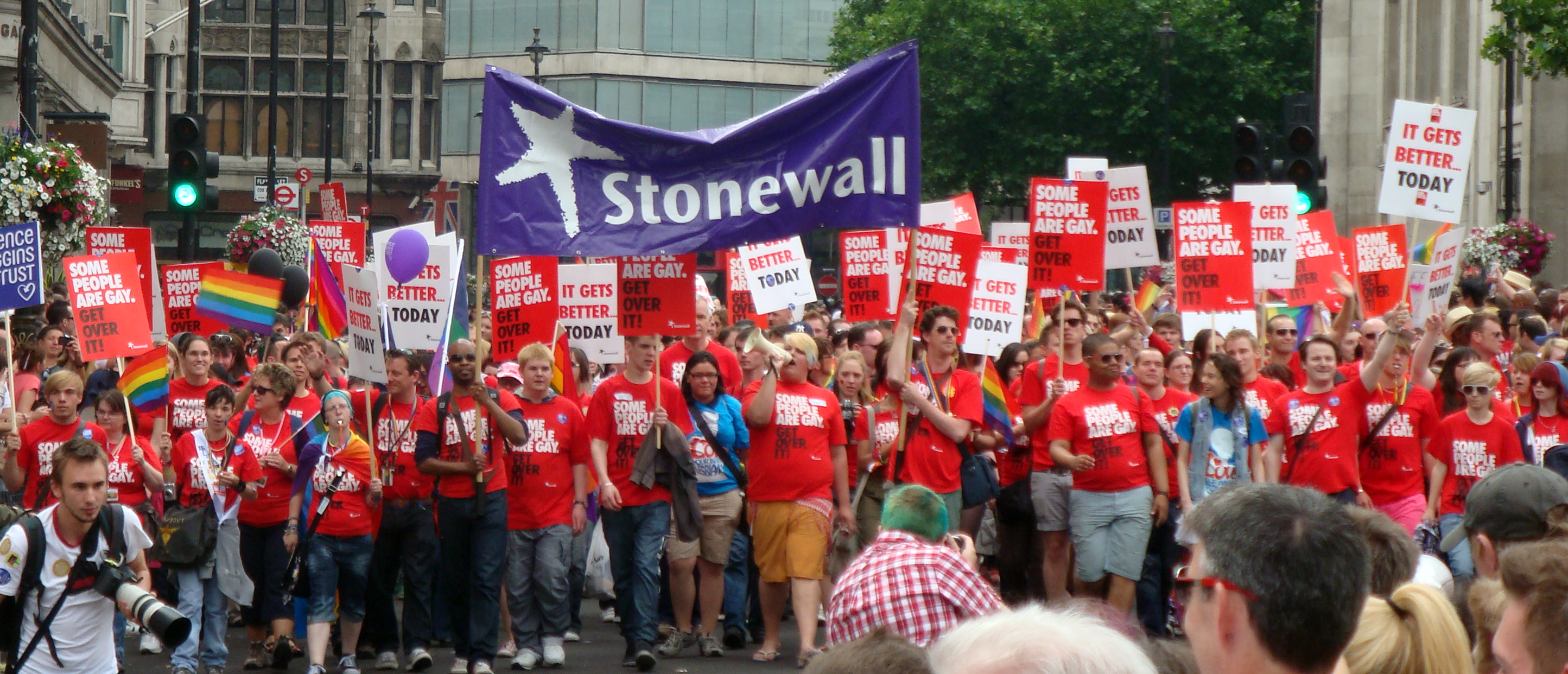
Stonewall en el London Pride 2011.

Los logros más destacados de Stonewall han sido en el derecho consuetudinario y como grupo de presión parlamentario.
Bajo la dirección de Angela Mason, se convirtió en el grupo de presión LGBT más influyente en Gran Bretaña. Durante el mandato de Mason, Stonewall apoyó casos en el Tribunal Europeo de Derechos Humanos, entre los que destacan:
- Chris Morris y Euan Sutherland, que en Sutherland contra el Reino Unido desafiaron con éxito las leyes sobre la desigualdad sobre la edad de consentimiento.[12]
- Duncan Lustig-Prean y John Beckett, que desafiaron con éxito la prohibición del acceso de personas homosexuales en las Fuerzas Armadas.
- Lisa Grant, que (sin éxito) demandó a su empleador, South West Trains, por igualdad de salario y beneficios.[13]

Entre los logros legislativos en este período o derivados del trabajo de Mason cabe señalar los siguientes:
- enmiendas al Proyecto de Ley de Adopción e Infancia de 2002, que trataba a las parejas lesbianas y homosexuales de la misma manera que a las parejas heterosexuales.
- Igualación de la edad de consentimiento a 16 años, como parte de la Ley de Delitos Sexuales (Enmienda) de 2000, después de la aplicación de las Leyes del Parlamento de 1911 y 1949, en noviembre de 2000.
- Derogación de la Cláusula 2a de la Ley de Gobierno Local en Escocia (2000).
- Derogación la Sección 28 de la Ley de Gobierno Local en Inglaterra y Gales (2003).
- Reconocimiento de los delitos de odio contra los homosexuales a través de la Ley de Justicia Penal de 2003 .
- Introducción de la Ley de uniones civiles de 2004, que dio a las parejas de homosexuales y lesbianas un marco legal equivalente al matrimonio civil.

Lejos de los tribunales y el Parlamento, Stonewall lanzó el programa Diversity Champions en 2001. Se trataba de un programa para empresas para establecer buenas prácticas y en 18 meses obtuvo adhesiones de empresas que iban desde los principales bancos, pasando por minoristas nacionales hasta departamentos gubernamentales como el Ministerio de Defensa, el Ministerio del Interior y el Tesoro. Stonewall obtuvo fondos de la Lotería para el programa Citizen 21, un proyecto de tres años (2000 a 2003) que abordaba la discriminación LGB en la educación y desarrolló materiales que se utilizaron ampliamente en el sector educativo. También se formó un banco de información y un servicio de asesoramiento como parte del proyecto.
Stonewall también participó en campañas parlamentarias exitosas para:
- dan forma a las Regulaciones de la Ley de Igualdad (Orientación Sexual), que regulaba la protección contra la discriminación por motivos de orientación sexual en la prestación de bienes y servicios garantizados a través de la Ley de Igualdad de 2006.
- igualar el trato de las madres lesbianas y sus hijos en la Ley de Embriología y Fertilización Humana de 2008
- introducir un delito de incitación al odio homofóbico en la Ley de Inmigración y Justicia Penal de 2008, igualando las protecciones existentes en torno a la raza y la religión.

#### Derogación de la prohibición militar para el colectivo LGBT
Una de las primeras y más largas campañas de Stonewall fue la lucha contra la prohibición de que las personas del colectivo LGTB sirvieran en las fuerzas armadas, una campaña que finalmente ganó en 1999. Aunque la ley que prohibía la homosexualidad en las fuerzas armadas no se derogó hasta la Ley de las Fuerzas Armadas de 2016, la política interna se modificó en 2000. La campaña comenzó cuando Robert Ely, que había servido en el ejército británico durante 17 años, y la exenfermera del ejército Elaine Chambers se acercaron a Stonewall. El descubrimiento de una carta había llevado a que se revelara la orientación sexual de Ely, que fue sometido a una investigación y dado de baja del ejército.[cita requerida]
En 1998, Jeanette Smith, quien había sido dada de baja de la Royal Air Force, y Duncan Lustig Prean, un comandante de la Royal Navy que había sido dado de baja de la Marina, se acercaron a Stonewall. Le pidieron a Stonewall que les llevara la representación legal, lo que llevó a una larga batalla en los tribunales con Graham Grady y John Beckett también uniéndose al caso. El caso es anterior a la Ley de derechos humanos de 1998. Aunque los jueces del Tribunal Superior y del Tribunal de Apelación dijeron que consideraban que la prohibición no estaba justificada, no podían anularla y los individuos tuvieron que llevar el caso al Tribunal Europeo de Derechos Humanos, donde tuvieron éxito. La sentencia del tribunal fue una reivindicación de los derechos de lesbianas y gays y el gobierno del Nuevo Laborismo de la época anunció de inmediato que se levantaría la prohibición. Esto entró en vigor el 12 de enero de 2000 y se introdujo un nuevo código general de conducta sexual.
En 2004, las Fuerzas Armadas organizaron su primera Conferencia LGBTQ en la Capellanía Militar, en Amport House, cerca de Andover. Asistieron más de 50 militares y mujeres.[cita requerida] En 2005, la Royal Navy, seguida por la Royal Air Force en 2006 y el ejército británico en 2008, se unieron al programa Diversity Champions de Stonewall, que promueve buenas prácticas en el trabajo y trato igualitario para los miembros LGBT del servicio.[cita requerida]

### Década de 2010
El trabajo de Stonewall se centró en trabajar con otras organizaciones para brindar igualdad a las personas homosexuales, lesbianas, bisexuales y transgénero en el hogar, la escuela y el trabajo. El programa Diversity Champions de Stonewall para los principales empleadores aumentó de 100 miembros a más de 650. Las organizaciones involucradas en el programa, que emplean a más de cuatro millones de personas, van desde Deloitte y American Express en el sector privado hasta la Royal Navy, la Royal Air Force, el ejército británico y el MI5 en el sector público.
En 2005, Stonewall lanzó un programa de Educación para Todos, apoyado por una coalición de más de 70 organizaciones, para abordar la homofobia en las escuelas. El trabajo educativo de Stonewall también incluye el eslogan 'Algunas personas son homosexuales. ¡Superalo!' que se ha visto en escuelas, vallas publicitarias, vagones de metro y autobuses en toda Gran Bretaña.
Stonewall también ha realizado informes de investigación en áreas como los delitos de odio homofóbico, la salud de las lesbianas y la homofobia en el fútbol.
Stonewall también organiza una serie de eventos de alto perfil, incluida la Cena de Igualdad de Stonewall, la Fiesta de Verano de Stonewall y la Caminata por la Igualdad de Brighton.
En el segundo Día Internacional de la Asexualidad anual, se anunció que Stonewall lanzaría la primera iniciativa de derechos asexuales del Reino Unido en asociación con la modelo y activista asexual Yasmin Benoit.

## Trabajo
En 2001, Stonewall lanzó su programa Diversity Champions, un programa que trabaja con más de 900 organizaciones para garantizar que las personas lesbianas, gays, bisexuales, transgénero y queer (la comunidad LGBTQ+ ) se sientan cómodas en el lugar de trabajo. Esto incluye abordar la discriminación abierta, así como formas "más discretas" de pensamiento heterosexista.
Los empleadores que pagan para unirse al programa, reciben un logotipo para usar en materiales promocionales y se enumeran en el sitio web de carreras de 'Proud Employers'. Obtienen acceso a una biblioteca de recursos y el personal de Stonewall puede revisar sus políticas para la inclusión LGBT. Los miembros del programa reciben asesoramiento sobre las palabras y frases utilizadas en sus materiales de apoyo al personal, incluida la preferencia por un lenguaje neutro en cuanto al género.
En febrero de 2005, la Royal Navy se unió al programa Diversity Champions de Stonewall, la Royal Air Force y el ejército británico, el más grande de los tres servicios en junio de 2008. El número de los principales empleadores involucrados en el programa creció de 100 miembros en 2005 a más de 600 en 2010. Las organizaciones que ahora participan en el programa, entre ellas emplean a más de cuatro millones de personas, incluyen muchas universidades del Reino Unido, fondos de salud, bancos e instituciones financieras.
En 2020, los abogados de una niña de 14 años y Safe Schools Alliance presentaron una solicitud de revisión judicial contra el Crown Prosecution Service con respecto al sus directrices para escuelas, que consideraban delito de odio y por su asociación con el programa Diversity Champions, que consideraban sesgada a favor de las personas transgénero. El caso fue desestimado por el Tribunal Superior en 2021, y el juez Cavanagh dijo: "No hay base jurídica para afirmar que el fiscal se verá influenciado de alguna manera por el estado de CPS como Diversity Champion".
En mayo de 2021, la Comisión de Igualdad y Derechos Humanos (EHRC) anunció que se retiraría del programa Diversity Champions por considerar que no proporcionaba la mejor relación calidad-precio. Liz Truss, Que en aquel momento era Ministra de Mujeres e Igualdad, sugirió que todos los departamentos gubernamentales deberían retirarse del esquema. Los comentaristas de la prensa del Reino Unido describieron la controversia como "tóxica" y cada lado tomó posiciones cada vez más extremas.
Un informe interno de la Universidad de Essex tras la cancelación de las invitaciones de dos oradores invitados en mayo de 2021, indicaba que la Ley de Igualdad de 2010 solo protege a las personas que se han sometido o tienen la intención de someterse a una reasignación de género, y no la identidad de género. Algunos críticos de Stonewall afirmaron que esto hacía que el asesoramiento de la organización en el programa Diversity Champions pudiera ser engañoso. En respuesta, Stonewall argumentó que el asesoramiento se basaba en el Código de buenas prácticas del Tribunal Europeo de Derechos Humanos que fue confirmado por una decisión judicial.
En octubre de 2021, la BBC emitió Nolan Investigates, una serie de podcasts presentada por Stephen Nolan, que analiza la influencia que tiene Stonewall en las instituciones públicas de todo el Reino Unido. La serie fue vista por algunos como un ataque de la BBC a Stonewall, y por otros como un ataque a la BBC en la medida en que la propia corporación está influenciada por Stonewall.
En noviembre de 2021, la BBC se retiró del programa. Su director general, Tim Davie, dijo que se iban por razones de imparcialidad y para "minimizar el riesgo de que se percibiera que había un sesgo". Stonewall respondió que la salida era el resultado de "ataques organizados contra la inclusión en el lugar de trabajo que se extienden mucho más allá" del esquema Diversity Champions. Para 2021, varias organizaciones como Channel 4, el Ministerio de Justicia del Reino Unido, el Departamento de Salud, Ofcom y la Oficina del Gabinete también se retiraron del programa Diversity Champions.
En diciembre de 2021, University College London decidió retirarse de los programas de Stonewall, diciendo que su membresía en los programas de Stonewall podría inhibir la libertad académica y la discusión sobre sexo y género. Varias universidades escocesas se negaron a solicitar su clasificación en la tabla de la liga de igualdad de Stonewall para 2022.
En julio de 2022, se informó que el Departamento de Educación se había desvinculado de Stonewall y que la Oficina del Comisionado de Información había ordenado a la Universidad de Oxford que revelara los puntajes y los comentarios que recibió de Stonewall como parte de su plan de trabajo, porque había " un interés público inusualmente fuerte".
En marzo de 2023, el secretario de salud, Steve Barclay, escribió a diez organizaciones de salud para pedirles que reconsideraran su membresía en el esquema Diversity Champions.

## Controversias

### Elecciones generales 2015
Días antes de las elecciones generales del Reino Unido de mayo de 2015, Stonewall se disculpó después de haber sido criticada por publicar un gráfico de campaña que sugería que solo el Partido Laborista apoyaba sustancialmente la igualdad LGBT en su manifiesto. El ministro del partido Liberal Demócrata, Stephen Williams, había dicho previamente a PinkNews: "Estoy asombrado por este gráfico groseramente engañoso".

### Hotel Dorchester
The Guardian señaló que la directora ejecutiva de Stonewall, Ruth Hunt, "ha sido criticada por ser demasiado tímida, por ejemplo, por no unirse al boicot [en mayo de 2014] del hotel Dorchester, propiedad del sultán de Brunei, quien dio su aprobación al nuevo código penal de Brunei, que insta a la muerte por lapidación por actividad sexual entre personas del mismo sexo". La organización benéfica había llamado mucho la atención cuando anunció en The Daily Telegraph que Stonewall no se uniría al amplio boicot al hotel de Londres donde iba a celebrar una cena de gala. La directora ejecutiva, Ruth Hunt, argumentó que no había "un mandato para el boicot" y que "solo ponemos en práctica acciones que podemos calcular que tendrán un impacto".

### Apoyo del HSBC
El activista de derechos humanos Peter Tatchell acusó a Stonewall de respaldar la discriminación por realizar eventos para celebridades y políticos apoyados por HSBC,[cita requerida] a pesar de que Peter Lewis demandó a la empresa en 2005 por despido injustificado por motivos de orientación sexual. Aunque Lewis perdió este caso, expresó su gratitud a Stonewall por su apoyo.[cita requerida]

### El matrimonio del mismo sexo
Stonewall, bajo el liderazgo de Ben Summerskill, fue criticado en septiembre de 2010, tras hacer comentarios en un evento de la conferencia del Partido Liberal Demócrata de que Stonewall "no tenía ni tiene ninguna opinión" sobre el matrimonio entre personas del mismo sexo y que la política de matrimonio igualitario propuesta por el miembro homosexuales del parlamento Stephen Williams podría costar potencialmente 5.000 millones de libras esterlinas. Los comentarios de Summerskill fueron criticados por dos de los cofundadores de Stonewall: el eurodiputado Michael Cashman escribió un artículo de opinión para PinkNews titulado "¿Qué parte de la 'igualdad' no puede entender Stonewall?"; y Sir Ian McKellen declaró que Stonewall debería incluir el matrimonio igualitario en su agenda. Summerskill defendió sus comentarios en la conferencia del Partido Laborista una semana después de que los activistas laboristas LGBT criticaran la falta de transparencia y democracia de Stonewall, y la falta de presión en favor del matrimonio; afirmó que "Stonewall nunca ha pretendido ser una organización democrática. Nunca hemos dicho que hablamos por todas las personas lesbianas, gays y bisexuales". Ante la presión de la comunidad LGBT, incluida una encuesta de PinkNews que encontró que el 98% de la comunidad LGBT quería el derecho a casarse, Stonewall anunció en octubre de 2010 su apoyo al matrimonio entre personas del mismo sexo.
La posición anterior de Stonewall sobre el matrimonio entre personas del mismo sexo fue objeto de un mayor escrutinio en marzo de 2014, dos semanas antes de que comenzaran los primeros matrimonios entre personas del mismo sexo; en un programa de BBC Radio 4 sobre el matrimonio entre personas del mismo sexo, Summerskill atacó a los demócratas liberales por ser "cínicos y oportunistas" durante su conferencia de otoño de 2010, destacando el comentario de Evan Harris de que la política pondría "espacio entre [ellos] y los Tories", una posición que fue criticada por Lynne Featherstone, la subministra liberal demócrata responsable de la ley, y Peter Tatchell.

## Problemas transgénero

### Protestas por nominación a premios
En 2008, activistas por los derechos de las personas transgénero hicieron piquetes en los Premios Stonewall en protesta por la nominación de la colaboradora del periódico The Guardian Julie Bindel como Periodista del Año, que en 2004 había escrito un artículo titulado "Gender Benders Beware" afirmando que la cirugía de reasignación de sexo era una "mutilación innecesaria". Sue Perkins, ganadora de Artista del año, dijo que apoyaba la decisión de hacer piquetes en el evento y que estaba "increíblemente molesta de que alguien se hubiera sentido ofendido". La comediante Amy Lame, nominada a Artista del Año, consideró la protesta "insultante para Stonewall", que "había logrado tanto para tantas personas: homosexuales, lesbianas, bisexuales, transgénero", y dijo que "todas esas personas han sido incluidas en las leyes que [Stonewall] ayudó a cambiar".
En 2010, el periodista de The Sun Bill Leckie fue nominado al mismo premio por su columna sobre el jugador de rugby gay Gareth Thomas, a pesar de haber sido criticado en un reportaje de Stonewall Escocia en 2007 por sus comentarios sobre una noche de bingo drag queen. Varios defensores de los derechos trans hicieron una comparación directa entre las nominaciones de Leckie y Bindel. Se planeó una demostración similar para la ceremonia de premiación, pero se canceló después de que Stonewall retirara la nominación. Escribiendo en The Guardian, Natacha Kennedy argumentó que Stonewall estaba "frenando la igualdad transgénero", destacando la nominación y afirmando que las personas trans no pueden unirse a la organización a pesar de haber sido "centrales en los disturbios de Stonewall de 1969", además de criticar el uso del término peyorativo " tranny " en la película anti-homofobia de Stonewall Fit, dirigida a las escuelas secundarias.

### Desde 2015
En 2015, Stonewall creó un grupo asesor para ayudar a guiar su trabajo en temas transgénero y anunció planes para comenzar a hacer campaña por la igualdad trans en un informe generado a partir de consultas con más de 700 personas trans. La jefa de Stonewall, Ruth Hunt, señaló que la organización "reconoce el impacto de los errores que hemos cometido en el pasado" y "se disculpa con las personas trans por el daño que hemos causado", enumerando las nominaciones a los premios, el uso de la palabra "tranny" y la falta de uso de sus "posiciones de privilegio" para discutir cuestiones trans con los ministros como "una serie de errores". En 2017, el grupo elaboró un documento que describe su plan para la igualdad transgénero en el Reino Unido titulado "Una visión para el cambio". En 2018, lanzaron camisetas con lemas en contra de la transfobia, como "Las mujeres trans son mujeres. ¡Supéralo!", basado en la campaña de la organización "Algunas personas son homosexuales. ¡Supéralo!" de 2007.
En febrero de 2019, Ruth Hunt renunció en medio de la controversia sobre el apoyo de la organización a los derechos de las personas trans. En junio de 2020, la sucedió Nancy Kelley. En su primera entrevista como directora ejecutiva entrante de Stonewall, Kelley argumentó que la organización no necesitaba convencer a las personas para que compartieran la misma comprensión del género y, en cambio, se centraría en generar apoyo para "cambios que faciliten la vida de las personas trans", como "reducir los delitos de odio, mejor acceso a los servicios de salud y escuelas y lugares de trabajo más inclusivos".
En octubre de 2021, Kelley fue citada en el artículo de BBC News "Algunas mujeres trans nos presionan para tener relaciones sexuales". Ella dijo: "Nadie debería ser presionado para salir en pareja, o ser presionado para salir con personas que no le atraen. Pero si descubres que cuando sales con alguien, descartas a grupos enteros de personas, como personas de color, personas gordas, personas discapacitadas o personas trans, entonces vale la pena considerar cómo los prejuicios sociales pueden haber moldeado tus atracciones".
En noviembre de 2021, Kelley participó junto con la abogada " TERF " Naomi Cunningham y la activista cristiana evangélica Jayne Ozanne en un debate sobre "Prohibir las prácticas de conversión: el camino hacia la buena ley" durante un evento organizado por el Middle Temple LGBTQ + Forum. Maya Forstater calificó el evento de "histórico" porque era la primera vez que Stonewall debatía con quienes se oponían a su posición de que "las mujeres trans son mujeres".
En una alabanza a Stonewall en The Spectator, James Kirkup, director de Social Market Foundation, describía la aparición de Kelley en el evento de Middle Temple y su entrevista en vivo con Emma Barnett en Woman's Hour como señales de la decisión de Stonewall de abrir el debate, manifestando que ambas eran "cosas loables de hacer e implican no poco coraje". A pesar de ello, criticaba a Stonewall por persistir en la idea de que "la atracción sexual basada en la anatomía es un prejuicio".
En julio de 2023, Kelley dimitió de su cargo como directora ejecutiva. Más adelante, el presidente de la junta directiva, Iain Anderson, llamó a todos los participantes en el debate sobre los derechos de las personas transgénero a "bajar la temperatura" del mismo.

### Oposición
En octubre de 2018, algunos activistas instaron a Stonewall a reconocer que "hay un conflicto entre lo trans y los derechos de las mujeres basados en el sexo". En respuesta a ello, la directora ejecutiva Ruth Hunt escribió: "No reconocemos ni reconoceremos algo así. Hacerlo implicaría que no creeríamos que las personas trans merezcan los mismos derechos que los demás".
En octubre de 2019, se constituyó la Alianza LGB en oposición a las políticas de Stonewall sobre cuestiones transgénero. La abogada lesbiana Allison Bailey, que ayudó a constituir la organización, inició acciones legales contra Stonewall en julio de 2020, alegando que, como resultado, había sido victimizada. Perdió todas sus reclamaciones contra Stonewall, pero el tribunal consideró que su despacho de abogados la había victimizado debido a su tuit sobre la idea de un "techo de algodón" y su creencia de que Stonewall tenía una agenda peligrosa con respecto a la autoidentificación de género.
En julio de 2022, NHS England respondió a Cass Review y decidió cerrar el Servicio de Desarrollo de Identidad de Género de NHS. En cambio, se crearon dos nuevos centros en Londres y Manchester. Stonewall elogió la decisión como una iniciativa para reducir inaceptables tiempos de espera. The Economist describió la respuesta de Stonewall como "muy valiente" porque el estado de ánimo en Gran Bretaña parece estar cambiando hacia actitudes contra grupos, como Stonewall, que creen que la identidad de género es primordial, tratando en cambio de "mantener el apoyo a los derechos basados en el sexo y la medicina basada en la evidencia”.
También en julio de 2022, Stonewall fue objeto de reacciones violentas y críticas por afirmar que niños de 2 años podían identificarse como transgénero. Más tarde, la organización benéfica publicó una aclaración, diciendo que la declaración original "no estaba clara".
Escribiendo en The Times, el cofundador de Stonewall y exdiputado conservador Matthew Parris criticó a la organización benéfica por "enredarse en el tema trans" y verse "arrinconada en una postura extremista". Kelley respondió que el apoyo a los derechos de las personas trans era la norma para las organizaciones LGBT y que estaba "realmente cómoda" con la dirección de Stonewall como organización.
La política de Stonewall sobre la autoidentificación ha sido criticada por otros miembros fundadores tales como Simon Fanshawe y el actor y activista por los derechos de los homosexuales Simon Callow.